# Endocnidozoa
Endocnidozoa es un grupo de cnidarios microscópicos emparentados con las medusas que son endoparásitos, es decir, de hábitat intracelular, parasitando huevos de peces. Está conformado por las clases Polypodiozoa y Myxozoa.
En estructura y apariencia, las cápsulas polares se parecen a los cnidocitos de los cnidarios. Por lo que se consideran cnidarios que habrían simplificado su estructura como adaptación al parasitismo, con extrema reducción de su tamaño y con simplificación del genoma.